# Psoroptidia
Psoroptidia es un parvorden del grupo de Acari (ácaro) Astigma (o Astigmatina). Comprende unas 40 familias, y aparentemente se originó como parásitos de las aves, antes de que una radiación secundaria hiciera que algunos taxones se convirtieran en parásitos de los mamíferos. A causa de su estilo de vida como parásitos, los miembros de Psoroptidia no presentan una etapa de deutoninfa.
El grupo contiene muchos de los miembros parásitos más notorios de Astigmata. Tres de las superfamilias en este clado se encuentran entre los Acarina colectivamente denominados ácaro de las plumas, mientras que la cuarta y la quinta – Psoroptoidea y Pyroglyphoidea – contienen a los ácaro del oído y ácaros de la sarna entre otros.